# Fanny Buitrago
Fanny Buitrago (ur. 26 października 1946 w Barranquilla) – kolumbijska pisarka.
Początkowo była poetką. W swojej twórczości konsekwentnie łączy polityczną alegorię z feministyczną perspektywą - m.in. w powieściach Cola de zorro (1970) i Los pañamanes (1976). Wydała zbiory opowiadań Bahía sonora  relatos de la isla (1976) i Los amores de Afrodita (1983). W późniejszym okresie twórczości skupiła się głównie na twórczości dla dzieci, m.in. Cartas del Palomar (1988) i La casa del verde doncel (1990).